# تقنية المعلومات في الصحة
تقنية المعلومات في الصحة (اختصارًا HIT) هي تقنية معلومات يتم تطبيقها على قطاعات الصحة والرعاية الصحية. هذه الممارسات هي ممارسات تقنية تدعم إدارة المعلومات الصحية عبر الأنظمة المحوسبة والتبادل الآمن للمعلومات الصحية بين المستهلكين ومقدمي الخدمات والدافعين ومراقبي الجودة. استناداً إلى تقرير في عام 2008 حول سلسلة قصيرة من الدراسات التي أجريت في أربعة مواقع توفر الرعاية الإسعافية (ثلاثة مراكز طبية أمريكية وواحدة في هولندا), تم الاعتبار بأن استخدام السجلات الصحية الإلكترونية (EHRs) هي الأداة الأكثر كفاءة لتحسين الجودة ككُل والسلامة وفعالية نظام تقديم الخدمات الصحية.
وفقاً لتقرير صدر في عام 2006 عن وكالة أبحاث الرعاية الصحية وجودتها، فإن الاستخدام الواسع والمستمر باستخدام تقنية المعلومات في الصحة سوف يشمل:
- تحسين جودة الرعاية الصحية أو فعاليتها.
- زيادة إنتاجية الرعاية الصحية أو كفاءتها.
- منع الأخطاء الطبية وزيادة دقة الرعاية الصحية والصلاحية الإجرائية.
- تقليل تكاليف الرعاية الصحية.
- زيادة الكفاءات الإدارية وعمليات عمل الرعاية الصحية.
- تقليل الأوراق ووقت العمل غير المنتج أو الخمول.
- تمديد الاتصالات في الوقت الحقيقي للمعلوماتية الصحية بين المتخصصين في الرعاية الصحية.
- توسيع الوصول إلى الرعاية بأسعار معقولة.

## الإطار التنظيمي القائم على المخاطر في تقنية المعلومات الصحية
في اليوم الرابع من شهر سبتمبر بسنة 2013، قبلت الجنة الخاصة بسياسة تقنية المعلومات الصحية (HITPC) التوصيات التي أقرتها مجموعة العاملين في بسلامة وابتكار إدارة الغذاء والدواء (FDASIA) وإعتمدتها من أجل إطار تنظيمي قائم على المخاطر في تقنية المعلومات الصحية. بدأت إدارة الأغذية والعقاقير (FDA)، ومكتب التنسيق الوطني لتقنية المعلومات الصحية (ONC)، ولجنة الاتصالات الفيدرالية (FCC) ومجموعة عمل FDASIA التابعة لـ HITPC بتوفير مدخلات لأصحاب المصلحة وذلك بالتقرير حول مخاطر الإطار التنظيمي القائم على تعزيز السلامة والابتكار، والتعزيز من تقليل الازدواجية التنظيمية بما يتوافق مع القسم رقم 618 من إدارة عمل FDASIA. سمح هذا الحكم لوزير الصحة والخدمات الإنسانية (HHS) بتشكيل مجموعة عمل من أجل الحصول على مساهمة واسعة من أصحاب المصلحة من مختلف مجالات الرعاية الصحية وتقنية المعلومات والمرضى، حيث شاركت FDA و ONC و FCC بنشاط في هذه المناقشات مع أصحاب المصلحة من مختلف قطاعات الرعاية الصحية وتقنية المعلومات والمرضى.
تم التنسيق مابين عمل HIMSS Good Informatics Practices-GIP مع الإطار التنظيمي القائم على المخاطر من قبل FDA لتقنية المعلومات الصحية. بدأت مراحل تطوير هذا العمل في عام 2004 وذلك بنشر إرشادات تقنية معلوماتية قائمة على المخاطر. وحالياً، تُستخدم وحدات المراجعة GIP على نطاق واسع كأداة لتثقيف المتخصصين في تقنية المعلومات الصحية.
ستعمل تقنية المعلومات الصحية القابلة للتشغيل على تحسين رعاية المرضى بشكل فردي، ولكنها ستجلب أيضًا العديد من فوائد صحية عامة بما في ذلك:
- الاكتشاف المبكر لتفشي الأمراض المعدية في جميع أنحاء البلاد.
- تحسين تتبع إدارة الأمراض المزمنة.
- تقييم الرعاية الصحية على أساس القيمة الممكّنة من خلال جمع معلومات محددة عن الأسعار والجودة التي يمكن مقارنتها.
- الاكتشاف المبكر لتفشي الأمراض المعدية في جميع أنحاء البلاد.
- تحسين تتبع إدارة الأمراض المزمنة.
- تقييم الرعاية الصحية على أساس القيمة الممكّنة من خلال جمع معلومات محددة عن الأسعار والجودة التي يمكن مقارنتها.

وفقًا لمقال تم نشره في المجلة الدولية للمعلومات الطبية ، فإن تبادل المعلومات الصحية بين المرضى ومقدمي الخدمات يساعد في تحسين التشخيص ويعزز الرعاية الذاتية، ويمكن المرضى أيضاً للإطلاع على المزيد من المعلومات حول صحتهم. لا تزال نسبة استخدام السجلات الطبية الإلكترونية (EMRs) ضعيفة حتى الآن، ولكن هذه النسبة في تزايد في كندا وأمريكا وبريطانيا. تعد معلومات الرعاية الصحية في السجلات الطبية الإلكترونية مصادر مهمة للبحوث والعيادات وإجراءات بعض السياسات. كانت خصوصية المعلومات الصحية (HIP) وأمانها مصدر قلق كبير للمرضى ومقدمي الخدمات، حيث أن الدراسات في أوروبا ترى بأن المعلومات الصحية الإلكترونية تهديدًا للسجلات الطبية الإلكترونية وتبادل المعلومات الشخصية. علاوة على ذلك، تتيح ميزات التتبع في برامج المستشفيات جمع معلومات مفصلة حول المستحضرات التي يتم توزيعها، وإنشاء قاعدة بيانات لكل علاج يمكن إستخدامه لأغراض البحوث.

## المفاهيم والتعاريف
تقنية المعلومات الصحية :تكنولوجيا المعلومات الصحية (HIT) هي «تطبيق معالجة المعلومات التي تشمل كلاً من أجهزة الكمبيوتر والبرامج التي تتعامل مع تخزين واسترجاع ومشاركة واستخدام معلومات الرعاية الصحية والبيانات الصحية والمعارف للاتصال واتخاذ القرارات». التكنولوجيا هي مفهوم واسع يتعامل مع استخدام الأنواع ومعرفتها بالأدوات والحرف، وكيف تؤثر على قدرة الأنواع على التحكم في بيئتها والتكيف معها. ومع ذلك، تعريف صارم بعيد المنال. يمكن أن تشير «التكنولوجيا» إلى الأشياء المادية المستخدمة للإنسانية، مثل الآلات أو الأجهزة أو الأدوات، ولكنها يمكن أن تشمل أيضًا موضوعات أوسع، بما في ذلك الأنظمة وطرق التنظيم والتقنيات. بالنسبة لـ HIT ، تمثل التكنولوجيا سمات أجهزة الكمبيوتر والاتصالات التي يمكن ربطها لإنشاء أنظمة لنقل المعلومات الصحية. المعلوماتية هي جزء لا يتجزأ من HIT. يشير مصطلح (المعلوماتية) إلى علم المعلومات وممارسة معالجة المعلومات وهندسة نظم المعلومات. المعلوماتية هنا تكمن وراء التحقيق الأكاديمي وتطبيق وممارسة تقنية الحوسبة والاتصالات في الرعاية الصحية والتعليم الصحي والبحوث الطبية الحيوية.
يشير مصطلح (المعلوماتية الصحية) إلى تصادم علوم المعلومات وعلوم الحاسب والرعاية الصحية. مصطلح المعلوماتية الصحية هي بحد ذاتها وصف مختصر لإستخدام وتبادل المعلومات داخل قطاعات الرعاية الصحية بمساهمات من علوم الحاسب والرياضيات وعلم النفس. أيضاً هذا المصطلح يصف التعامل مع الموارد والأجهزة والأساليب اللازمة لتحسين الحصول على المعلومات وتخزينها واستعادتها وإستخدامها في الصحة والطب الحيوي. لا تشمل أدوات المعلوماتية الصحية أجهزة الحاسب فحسب، بل تشمل أيضاً الإرشادات والمصطلحات الطبية الرسمية وأنظمة المعلومات والاتصالات. المعلوماتية الطبية، المعلوماتية التمريضية، المعلوماتية الصحية العامة، المعلوماتية الصيدلية، المعلوماتية الحيوية التعددية هي تخصصات فرعية تصف «المعلوماتية الصحية» من وجهات نظر تأديبية مختلفة.

## التنفيذ
أدى دعوة معهد الطب (2001) إلى استخدام أنظمة الوصفات الإلكترونية في جميع مؤسسات الرعاية الصحية بحلول عام 2010 إلى زيادة الإلحاح على الإسراع في تبني مستشفيات الولايات المتحدة لأنظمة CPOE. في عام 2004، وقع الرئيس بوش على أمر تنفيذي بعنوان خطة الرئيس لتكنولوجيا المعلومات الصحية، والتي وضعت خطة مدتها عشر سنوات لتطوير وتنفيذ أنظمة السجلات الطبية الإلكترونية في جميع أنحاء الولايات المتحدة لتحسين كفاءة وسلامة الرعاية. وفقًا لدراسة أجرتها مؤسسة RAND Health ، يمكن لنظام الرعاية الصحية في الولايات المتحدة توفير أكثر من 81 مليار دولار سنويًا، والحد من أحداث الرعاية الصحية السلبية وتحسين جودة الرعاية إذا كان يعتمد تكنولوجيا المعلومات الصحية على نطاق واسع.
قدم قانون الانتعاش وإعادة الاستثمار الأمريكي، الذي تم توقيعه ليصبح قانونًا في عام 2009 في ظل إدارة أوباما، حوالي 19 مليار دولار كحوافز للمستشفيات للتحول من السجلات الورقية إلى السجلات الطبية الإلكترونية. كان الاستخدام المفيد، كجزء من قانون تكنولوجيا المعلومات الصحية لعام 2009 من أجل الصحة الاقتصادية والسريرية (HITECH) هو الحافز الذي تضمن أكثر من 20 مليار دولار لتنفيذ HIT وحده، وقدم مزيدًا من المؤشرات على الإجماع المتزايد بشأن التأثير المفيد المحتمل النجاح. خصص قانون الانتعاش وإعادة الاستثمار الأمريكي مبلغ ملياري دولار، وهو مخصص للبرامج التي طورها المنسق الوطني والأمين لمساعدة مقدمي الرعاية الصحية على تطبيق HIT وتقديم المساعدة الفنية من خلال العديد من المراكز الإقليمية. تأتي الحوافز الأخرى البالغة 17 مليار دولار من تمويل Medicare و Medicaid لأولئك الذين يتبنون HIT قبل عام 2015. يمكن لمقدمي الرعاية الصحية الذين يقومون بتنفيذ السجلات الإلكترونية الحصول على ما يصل إلى 44000 دولار على مدار أربع سنوات من تمويل الرعاية الطبية و 63,750 دولار على مدار ست سنوات من تمويل المعونة الطبية. كلما أسرع تبني مقدمي الرعاية الصحية للنظام، زاد التمويل الذي يتلقونه. أولئك الذين لا يتبنون أنظمة السجلات الصحية الإلكترونية قبل عام 2015 حيث أنهم لا يتلقون أي تمويل اتحادي.
في حين أن السجلات الصحية الإلكترونية لها مزايا كثيرة من حيث توفير الرعاية الفعالة والآمنة، فقد أبرزت التقارير الحديثة بعض التحديات في تنفيذ السجلات الصحية الإلكترونية. كانت الحواجز الأكثر إلحاحًا لاعتماد هذه التقنية على نطاق واسع هي التكلفة الأولية العالية لتنفيذ التكنولوجيا الجديدة والوقت اللازم للأطباء لتدريب النظام الجديد والتكيف معه. كان هناك أيضًا حالات مشتبه فيها لفواتير احتيالية، حيث تم تضخيم المستشفيات وفواتيرها إلى Medicare. بالنظر إلى أن مقدمي الرعاية الصحية لم يصلوا إلى الموعد النهائي (2015) لاعتماد السجلات الصحية الإلكترونية، فمن غير الواضح الآثار المترتبة على هذه السياسة على المدى الطويل.
يتمثل أحد الأساليب لتقليل التكاليف وتعزيز الاستخدام على نطاق واسع في تطوير معايير مفتوحة تتعلق بالتعليمات الإلكترونية. في عام 2014، كان هناك اهتمام واسع النطاق بمشروع مسودة معيار HL7 الجديد، موارد الرعاية الصحية المتداخل السريع (FHIR)، والذي تم تصميمه ليكون مفتوحًا وقابلاً للتوسعة وأسهل تنفيذاً، ويستفيد من تقنيات الويب الحديثة.

## أنواع التكنولوجيا
في دراسة أجريت عام 2008 حول تبني التكنولوجيا في الولايات المتحدة، قام فوروكاوا وزملاؤه بتصنيف طلبات وصف الأدوية لتشمل السجلات الطبية الإلكترونية (EMR)، ودعم اتخاذ القرارات السريرية (CDS)، وإدخال أوامر الطبيب المحوسبة (CPOE). قاموا أيضًا بتعريف تطبيقات الاستغناء لتشمل التشفير الشريطي في الاستغناء عن الأدوية (BarD)، والروبوت لاستغناء الأدوية (ROBOT)، وآلات الاستغناء الآلي (ADM). علاوة على ذلك، قد حددوا أيضاً تطبيقات للإدارة لتشمل سجلات إدارة الدواء الإلكترونية (eMAR) والترميز الشريطي في إدارة الدواء (BarA أو BCMA).

### السجل الصحي الإلكتروني (EHR)

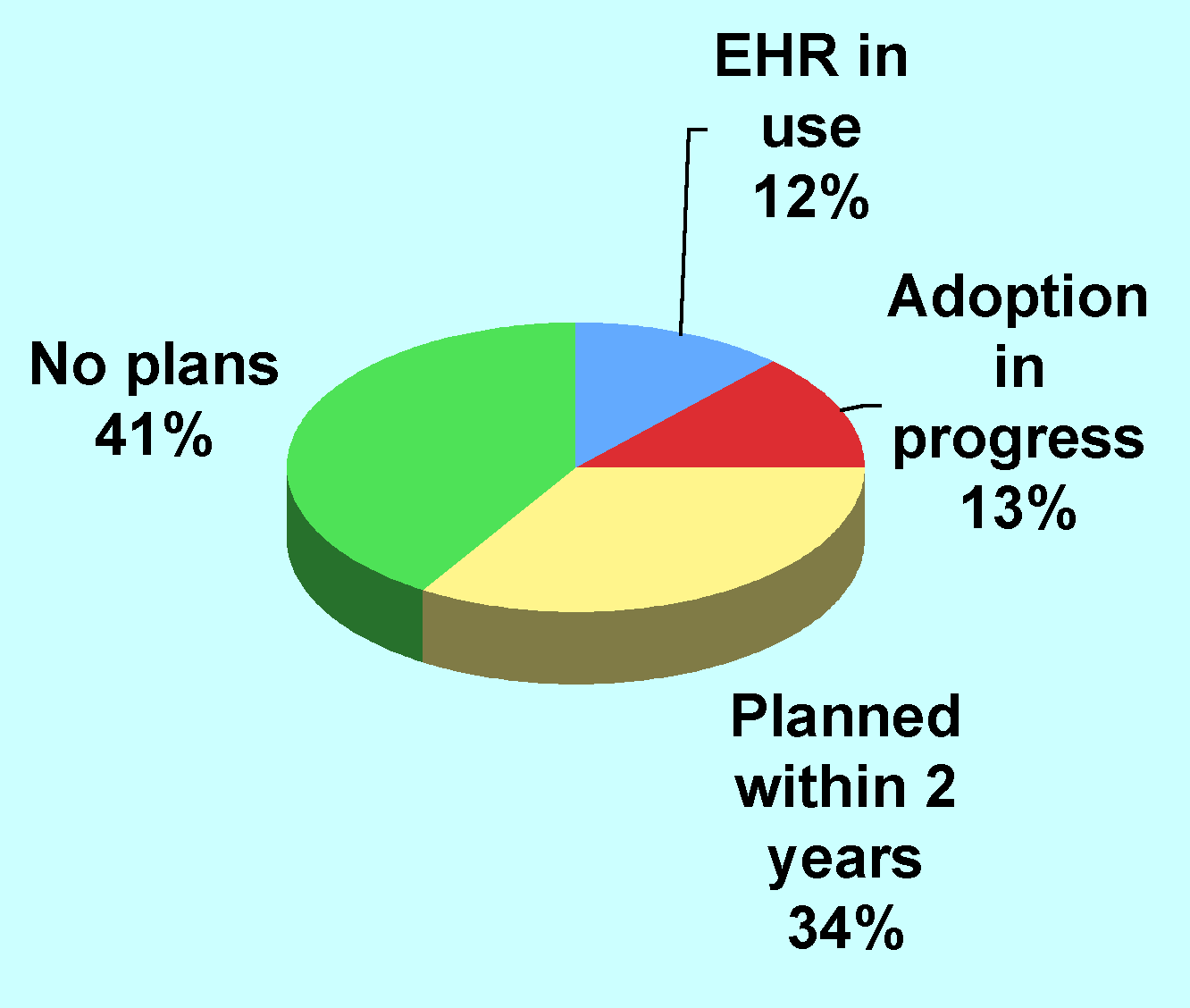
تبني المجموعات الطبية الأمريكية للوائح الصحية الإلكترونية (2005)

على الرغم من أن السجل الصحي الإلكتروني (EHR)، المعروف سابقًا باسم السجل الطبي الإلكتروني (EMR)، يتم ذكره كثيرًا في الأدبيات، إلا أنه لا يوجد إجماع حول التعريف. ومع ذلك، هناك إجماع على أن EMRs يمكن أن تقلل من عدة أنواع من الأخطاء، بما في ذلك تلك المتعلقة بالعقاقير الطبية، والرعاية الوقائية، والاختبارات والإجراءات. وأيضاً، تذكير بالتنبيهات المتكررة للأطباء بفترات الرعاية الوقائية وتتبع الإحالات ونتائج الاختبار. تتمتع الإرشادات السريرية لإدارة الأمراض بفائدة واضحة عندما يمكن الوصول إليها في السجل الإلكتروني أثناء عملية علاج المريض. يعد التقدم في المعلوماتية الصحية واعتماد السجلات الصحية الإلكترونية القابلة للتشغيل البيني على نطاق واسع بالوصول إلى سجلات المريض في أي موقع للرعاية الصحية. أشار تقرير صدر عام 2005 إلى أن الممارسات الطبية في الولايات المتحدة تواجه حواجز أمام اعتماد نظام EHR ، مثل التدريب والتكاليف والتعقيد، لكن معدل التبني مستمر في الارتفاع (انظر الرسم البياني إلى اليمين). منذ عام 2002، ركزت دائرة الصحة الوطنية في المملكة المتحدة على إدخال أجهزة الكمبيوتر في الرعاية الصحية. اعتبارًا من عام 2005، تعد إدارة الصحة الوطنية (NHS) في المملكة المتحدة واحدة من أكبر المشاريع الخاصة بالموارد الصحية الإلكترونية الوطنية. الهدف من NHS هو الحصول على 60,000,000 مريض لديهم سجل صحي إلكتروني مركزي بحلول عام 2010. تتضمن الخطة تعريفا تدريجيا ابتداء من شهر مايو 2006، يوفر الممارسات العامة في إنجلترا الوصول إلى البرنامج الوطني لتكنولوجيا المعلومات (NPfIT)، والمكون من NHS المعروف باسم «برنامج الاتصال من أجل الصحة». ومع ذلك، فقد أظهرت الدراسات الاستقصائية الأخيرة أوجه قصور الأطباء في فهم ميزات سلامة المرضى في البرنامج المعتمد من NPfIT. ينظر الأطباء إلى المشكلة الرئيسية في تبني HIT ، وهو أحد أصحاب المصلحة المهمين في عملية EHR. شوكة وآخرون. مقال، انتشر أن أطباء الطوارئ لاحظوا أن تبادل المعلومات الصحية يعطل سير العمل وكان أقل رغبة في استخدامه، على الرغم من أن الهدف الرئيسي من EHR هو تحسين تنسيق الرعاية. شوهدت المشكلة أن التبادلات لا تلبي احتياجات المستخدمين النهائيين، مثل البساطة، واجهة سهلة الاستخدام، وسرعة الأنظمة. وقد لوحظت النتيجة نفسها في مقال سابق مع التركيز على CPOE ومقاومة الطبيب لاستخدامه، Bhattacherjee et al.

### النقطة السريرية لتكنولوجيا الرعاية

#### إدخال الأمر المحوسب (الطبيب)
الأخطاء الموصوفة هي أكبر مصدر محدد للأخطاء التي يمكن الوقاية منها في المستشفيات. قدّر تقرير صادر عن معهد الطب في عام 2006 أن المريض في المستشفى يتعرض لخطأ دوائي كل يوم من إقامته. يمكن أن يؤدي إدخال أوامر موفر الخدمة المحوسبة (CPOE)، والذي يُطلق عليه أيضًا إدخال أوامر الطبيب المحوسبة، إلى تقليل معدلات الخطأ الكلية للأدوية بنسبة 80٪، والأخطاء الضارة (الخطيرة التي تلحق الضرر بالمريض) بنسبة 55٪. وجد استطلاع عام 2004 أن 16 ٪ من العيادات والمستشفيات والممارسات الطبية الأمريكية من المتوقع أن تستخدم CPOE في غضون عامين. بالإضافة إلى الوصفة الإلكترونية، يمكن لنظام موحد للرموز الشريطية لتوزيع الأدوية منع ربع الأخطاء الدوائية. تعتبر معلومات المستهلك عن مخاطر المخدرات والتعبئة المحسنة للأدوية (ملصقات واضحة، وتجنب أسماء الأدوية المماثلة وتذكير الجرعة) من التدابير الأخرى المضادة للخطأ. على الرغم من الأدلة الواضحة على إمكانية الحد من الأخطاء الدوائية، فإن الأنظمة المتنافسة للرموز الشريطية والوصفات الإلكترونية أبطأت تبني هذه التكنولوجيا من قبل الأطباء والمستشفيات في الولايات المتحدة، بسبب القلق من قابلية التشغيل البيني والامتثال للمعايير الوطنية المستقبلية. هذه المخاوف ليست غير منطقية؛ تتعارض معايير الوصفات الإلكترونية الخاصة ببرنامج Medicare Part D مع اللوائح في العديد من الولايات الأمريكية. وبصرف النظر عن المخاوف التنظيمية، بالنسبة للطبيب الخاص بعماليات الممارسة الصغيرة، يتطلب استخدام CPOE تغييرا كبيرا في تدفق العمل في الممارسة واستثمار إضافي للوقت. كثير من الأطباء ليسوا موظفين بدوام كامل في المستشفى؛ لذا، إدخال أوامر للمرضى في المستشفى يعني أخذ الوقت بعيدا عن جداول المرضى المجدولة.

## الابتكارات التكنولوجية والفرص والتحديات
يكمن أحد المجالات السريعة النمو في ابتكار الرعاية الصحية في الاستخدام المتقدم لعلوم البيانات والتعلم الآلي. الفرص الرئيسية هنا هي كالتالي:
- رصد الصحة والتشخيص.
- العلاج الطبي ورعاية المرضى؛
- البحوث الصيدلانية والتنمية؛
- عيادة تحسين الأداء.[27]

التقارير أو المذكرات المكتوبة بخط اليد، الإدخال اليدوي للطلب، الاختصارات غير القياسية وضعف الوضوح كل تلك الممارسات قد تؤدي إلى أخطاء وإصابات كبيرة، وفقًا لتقرير معهد الطب (2000). نصح تقرير المتابعة الصادر عن المنظمة الدولية للهجرة (2004)، عبور فجوة الجودة: نظام صحي جديد للقرن الحادي والعشرين ، بالتبني السريع لسجلات المرضى الإلكترونية، وطلب الأدوية الإلكتروني، مع أنظمة معلومات قائمة على الكمبيوتر والإنترنت لدعم القرارات السريرية. ومع ذلك، واجهت العديد من تطبيقات النظام إخفاقات مكلفة. علاوة على ذلك، هناك أدلة على أن CPOE قد تساهم فعليًا في بعض أنواع الأحداث السلبية والأخطاء الطبية الأخرى. على سبيل المثال، أدت الفترة التي تلت تنفيذ CPOE مباشرة إلى زيادات كبيرة في الأحداث الدوائية الضارة المبلغ عنها في دراسة واحدة على الأقل،  وتم الإبلاغ عن أدلة على وجود أخطاء أخرى. بشكل جماعي، تصف هذه الأحداث السلبية التي تم الإبلاغ عنها الظواهر المرتبطة بتعطيل النظام التكيفي المعقد الناتج عن الابتكار التكنولوجي السيء التنفيذ أو المخطط بشكل غير كافٍ.

### علم التخدير التكنولوجي
قد تقدم التكنولوجيا مصادر جديدة للخطأ. الأخطاء المستحثة من الناحية التكنولوجية مهمة بشكل أكبر وأكثر وضوحًا في أنظمة تقديم الرعاية. تشمل المصطلحات لوصف هذا المجال الجديد لإنتاج الأخطاء التسمية علم التخدير التكنولوجي  للعملية والإيروجينية الإلكترونية  للخطأ الفردي. تتضمن مصادر هذه الأخطاء مايلي:
- الواصف وقلة خبرة الموظفين قد تؤدي إلى شعور زائف بالأمان؛ عندما تقترح التكنولوجيا مسار العمل، يتم تجنب الأخطاء.
- يمكن أن تختصر التحديدات المختصرة أو الافتراضية أنظمة الأدوية غير القياسية للمرضى المسنين أو ناقصي الوزن، مما يؤدي إلى جرعات سامة.
- تم التعرف على CPOE وصرف الدواء الآلي كسبب للخطأ من قبل 84 ٪ من أكثر من 500 مرافق الرعاية الصحية المشاركة في نظام المراقبة من قبل دستور الأدوية في الولايات المتحدة.[38]
- التحذيرات غير ذات الصلة أو المتكررة يمكن أن توقف تدفق العمل.

يمكن أن تؤدي تكنولوجيا معلومات الرعاية الصحية أيضًا إلى علم التخدير إذا كان التصميم والهندسة دون المستوى، كما هو موضح في تحليل مفصل مكون من 14 جزءًا تم القيام به في جامعة سيدني.

## دورة الإيرادات HIT
تم تشكيل فريق عمل تحسين دورة الإيرادات HIMSS للتحضير لتغييرات تكنولوجيا المعلومات في الولايات المتحدة (مثل قانون الانتعاش وإعادة الاستثمار الأمريكي لعام 2009 (HITECH)، وقانون الرعاية بأسعار معقولة، 5010 (التبادلات الإلكترونية)، ICD-10). من التغييرات المهمة في دورة الإيرادات التصنيف الدولي للأمراض (ICD) من 9 إلى 10. تم إعداد رموز ICD-9 لاستخدام ثلاثة إلى خمسة رموز أبجدية رقمية تمثل 4000 نوعًا مختلفًا من الإجراءات، بينما يستخدم ICD-10 ثلاثة إلى سبعة رموز أبجدية رقمية تزيد الرموز الإجرائية إلى 70000. تم تجاوز ICD-9 لأنه كان هناك رموز أكثر من الإجراءات المتاحة، ولتوثيق الإجراءات التي لا تحتوي على رمز ICD-9، تم استخدام رموز غير محددة لم تستوعب بالكامل الإجراءات أو العمل الذي يؤثر بدوره على السداد. وبالتالي، تم تقديم ICD-10 لتبسيط الإجراءات مع رموز غير معروفة وتوحيد المعايير أقرب إلى المعايير العالمية (ICD-11). أحد الأجزاء الرئيسية في دورة الإيرادات HIT هو التقاط الرسوم، ويستخدم الرموز لالتقاط تكاليف السداد من دافعي مختلفين، مثل CMS.

## المقارنات الدولية من خلال HIT
تعد مقارنات أداء النظام الصحي الدولية مهمة لفهم تعقيدات النظام الصحي وإيجاد فرص أفضل يمكن القيام بها من خلال تكنولوجيا المعلومات الصحية. إضافة إلى ذلك، إنها تتيح لواضعي السياسات الفرصة لمقارنة النظم ومقارنتها من خلال مؤشرات ثابتة من تكنولوجيا المعلومات الصحية، حيث يمكن أن تؤدي المقارنات غير الدقيقة إلى سياسات معاكسة.

## إنظر أيضاً
- عناصر تحكم تقنية المعلومات

- معلوماتية حيوية
- صحة إلكترونية
- تصوير تشخيصي طبي
- سلامة مريض
- سجل صحي شخصي
- نظام المعلومات بالأشعة

## روابط خارجية
- إدارة الموارد والخدمات الصحية (HRSA)
- تكنولوجيا المعلومات الصحية في وزارة الصحة والخدمات الإنسانية الأمريكية